# Berlanga (Comarca)
Die Comarca Berlanga ist eine der zwölf Comarcas in der Provinz Soria der autonomen Gemeinschaft Kastilien und León.
Sie umfasst 12 Gemeinden auf einer Fläche von 625,52 km² mit dem Hauptort Berlanga de Duero.

## Gemeinden
| Gemeinde             | Einwohner (2024) | Fläche km² | Dichte Einw./km² | Cod INE | Postleitzahl |
| -------------------- | ---------------- | ---------- | ---------------- | ------- | ------------ |
| Arenillas            | 42               | 30,39      | 1                | 42026   | 42368        |
| Barcones             | 25               | 55,42      | 0                | 42031   | 42368        |
| Bayubas de Abajo     | 144              | 44,09      | 3                | 42032   | 42366        |
| Bayubas de Arriba    | 60               | 20,62      | 3                | 42033   | 42366        |
| Berlanga de Duero    | 831              | 220,18     | 4                | 42035   | 42360        |
| Caltojar             | 51               | 84,36      | 1                | 42048   | 42367        |
| Centenera de Andaluz | 21               | 19,87      | 1                | 42059   | 42211        |
| Fuentepinilla        | 78               | 52,52      | 1                | 42090   | 42294        |
| Rello                | 20               | 24,39      | 1                | 42153   | 42368        |
| La Riba de Escalote  | 8                | 23,44      | 0                | 42157   | 42368        |
| Tajueco              | 57               | 18,07      | 3                | 42177   | 42365        |
| Valderrodilla        | 62               | 32,17      | 2                | 42197   | 42294        |
| Comarca Berlanga     | 1.399            | 625,52     | 2                | –       | –            |